# 雨の翼
『雨の翼』（あめのつばさ）は、2008年2月9日に公開された日本映画。

## 概要
ユナイテッド・シネマが2006年に行った「みんなの映画プロジェクト シネマプロットコンペティション 2006」で入選した竹尾麻希のプロット『雨恋』をベースに、脚本家のまなべゆきこと監督の熊澤尚人がオリジナルで脚本化して、映画化した短編映画。
通常の映画音楽とは異なり、予め主題歌やサウンドトラックを制作し、その音楽を基に撮影を行うという手法を取り入れている。音楽を担当したのは、プロデューサーの石田雄治に抜擢されたKUMAMIで、本作の主題歌『雨の翼』でメジャーデビューを果たした。
さらに一部劇場の一部上映回では、KUMAMI本人が映像に合わせて劇中音楽を生演奏するという試みも行われた。

## あらすじ
高校生の陽介はある日、学校の屋上で降りしきる雨に打たれ続けている透花を見つけた。自身も雨に対して特別な想い出を持つ陽介は、屋上で透花と会話を重ねていくうちに、雨の日に事故で亡くなった教師・紀野との過去を透花から聞かされる。「11月1日に雨が降らなかったら、自分から先生に会いに行く」と言う透花。しかし「晴れ」の予報が続く天気予報を見て、陽介はついに行動を起こす。

## キャスト
- 池上透花 - 藤井美菜
- 松前陽介 - 石田卓也
- 紀野幸也 - 眞島秀和
- 山下修 - 郭智博

## スタッフ
- 製作 - 「雨の翼」製作プロジェクト
- 製作総指揮 - 石田雄治
- 監督 - 熊澤尚人
- 脚本 - まなべゆきこ
- 音楽 - KUMAMI

## その他
撮影は千葉市立稲毛高等学校にて行なわれている。特に屋上での撮影が多いため遠景には東京湾・稲毛海浜公園（千葉市花の美術館）などが映り込んでいる。